# Inga Abel
Pour les articles homonymes, voir Abel (homonymie).
Inga Abel (Düsseldorf, 7 juillet 1946 - Düsseldorf, 27 mai 2000) était une actrice allemande.

## Filmographie
- 1992 - 2000 : Lindenstraße